# Arctotis
Genre
Classification phylogénétique
Arctotis est un genre de plante à fleurs de la famille des Asteraceae. Il comprend environ 80 espèces originaires du sud de l'Afrique, de l'Angola jusqu'à l'Afrique du Sud.
Certaines de ses espèces sont placées dans le genre Venidium ou dans le genre Arctotheca selon les auteurs, leur classification est en cours de modification.
Certains Arctotis sont cultivés comme plantes annuelles semi-rustiques pour leurs jolies fleurs jaunes, orange, rouges ou blanches.

## Espèces

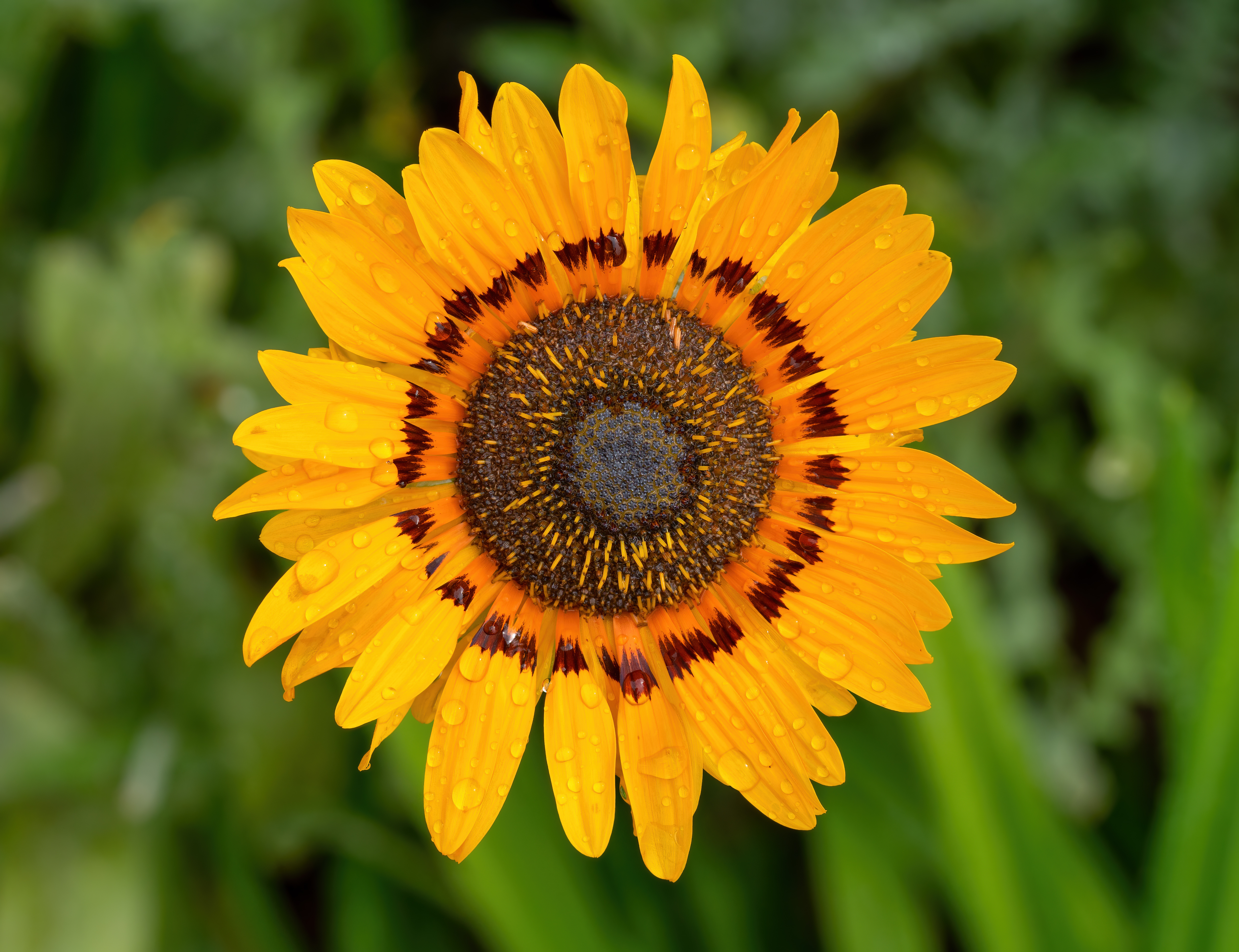
Fleur dArctotis fastuosa, dans un jardin de Bamberg, en Allemagne en août 2020.

- Arctotis acaulis - Arctotis acaule
- Arctotis adpressa
- Arctotis amoena
- Arctotis angustifolia L.
- Arctotis arctotoides
- Arctotis argentea
- Arctotis aspera
- Arctotis auriculata
- Arctotis bellidifolia
- Arctotis breviscapa
- Arctotis candida
- Arctotis cinerea
- Arctotis cuprea
- Arctotis elatior
- Arctotis fastuosa
- Arctotis flaccida
- Arctotis flammea
- Arctotis foeniculacea
- Arctotis galbrata
- Arctotis glaucophylla
- Arctotis gumbletonii
- Arctotis hirsuta
- Arctotis laevis
- Arctotis leiocarpa
- Arctotis leptorhiza
- Arctotis leucanthemoides
- Arctotis merxmuellerii
- Arctotis revoluta
- Arctotis rosea ( = Arctotis stoechadifolia, = Arctotis grandis ) - Grand Arctotis

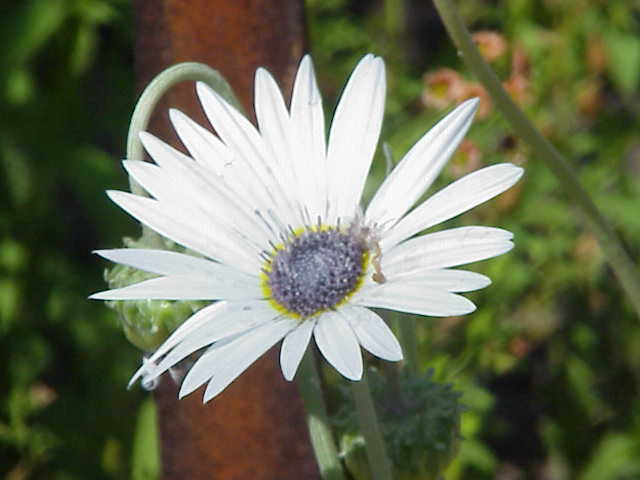
Arctotis venusta.

- Arctotis semipapposa
- Arctotis squarrosa
- Arctotis stoechadifolia Berg.
- Arctotis sulcocarpa
- Arctotis tricolor
- Arctotis undulata
- Arctotis venusta